# أدريان لوبيز
أدريان لوبيز ألفاريز (بالإسبانية: Adrián López Álvarez) (مواليد 8 يناير 1988 في تيفيرجا - إسبانيا) لاعب كرة قدم إسباني يلعب حاليا لصالح نادي الدرجة الأولى بورتو البرتغالي منذ 2014 في مركز المهاجم وكان قبل انتقاله يلعب لنادي أتلتيكو مدريد.

## وصلات خارجية
- أدريان لوبيز على موقع الاتحاد الدولي (مؤرشف)  (الإنجليزية)
- أدريان لوبيز على موقع الاتحاد الأوربي (الإنجليزية)
- أدريان لوبيز على موقع قاعدة بيانات كرة القدم.إي يو (الإنجليزية)
- أدريان لوبيز على موقع ناشيونال فوتبول تيمز (الإنجليزية)
- أدريان لوبيز على موقع Soccerbase.com (لاعب) (الإنجليزية)
- أدريان لوبيز على موقع Soccerway.com (الإنجليزية)
- أدريان لوبيز على موقع عالم كرة القدم.نت (الإنجليزية)
- أدريان لوبيز على موقع أوليمبيديا (الإنجليزية)
- أدريان لوبيز على موقع AS.com (الإسبانية)